# Julius Grobe

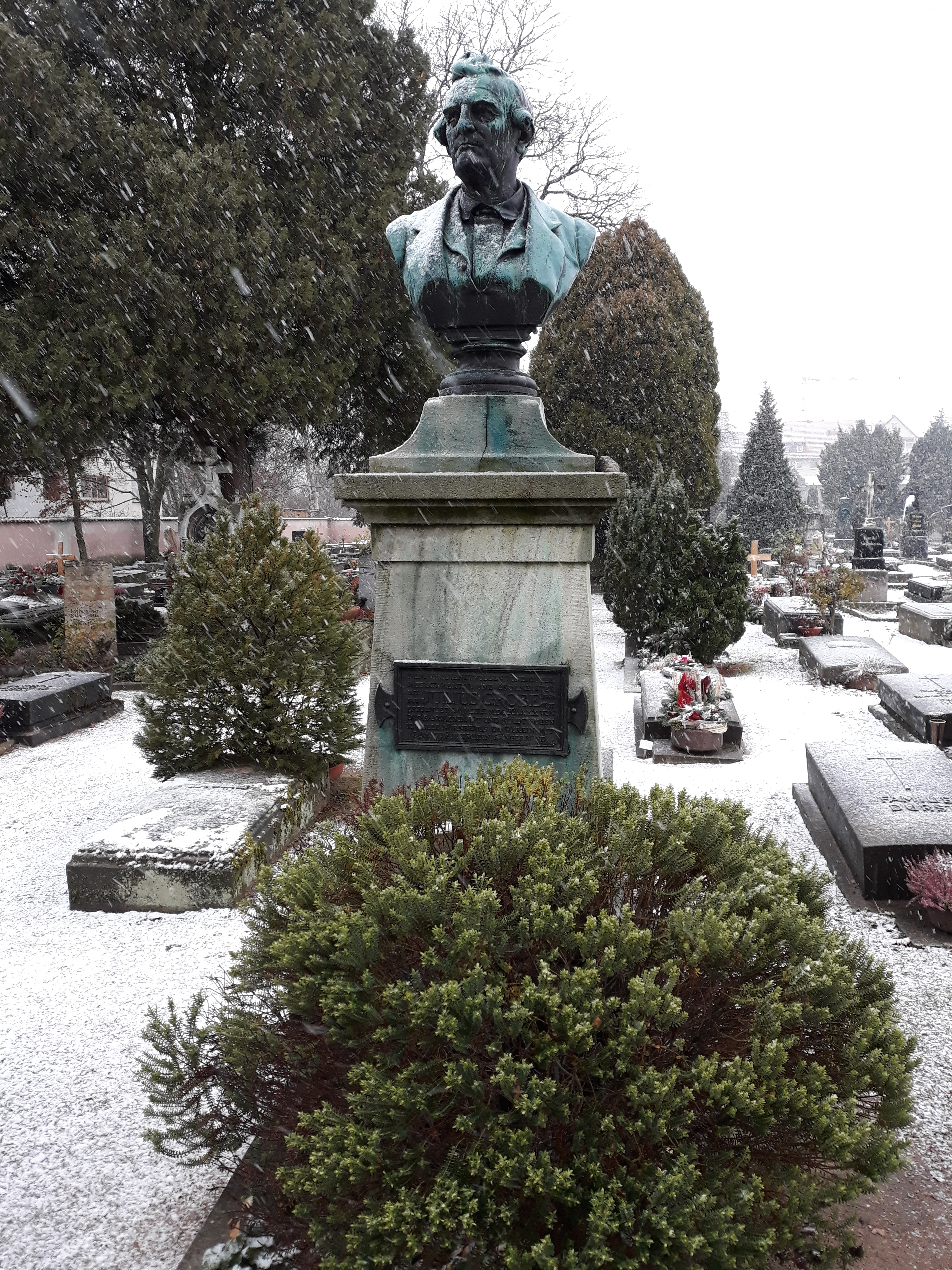
Das Grab von Julius Grobe auf dem Johannisfriedhof in Nürnberg.

 Julius Grobe (* 20. Oktober 1807 in Gehaus; † 9. Juli 1877 in Eschlkam) war ein deutscher Komponist, Musikdirektor, Kantor und Schauspieler.
Sein Grabmal befindet sich auf dem  Johannisfriedhof in Nürnberg (Grab K 12). Das Porträt darauf wurde von Johann Rößner und der Sockel vom Bildhauer Johann Sutter geschaffen.